# Estació de Roda de Mar
Roda de Mar és una estació de ferrocarril propietat d'adif situada a la població de Roda de Berà, a la comarca del Tarragonès. L'estació es troba a la línia Barcelona-Vilanova-Valls i hi tenen parada trens de la línia R13 dels serveis regionals de Rodalies de Catalunya, operat per Renfe Operadora. La població disposa d'una segona estació, tot i que aquesta és la que dona servei al nucli urbà.
Aquesta estació de la línia de Vilanova i Valls es va posar en funcionament l'any 1883 quan va entrar en servei el tram construït per la Companyia dels Ferrocarrils de Valls a Vilanova i Barcelona (VVB) entre Calafell i Valls, un any més tard que l'obertura de la línia entre Vilanova i la Geltrú i Calafell.
L'any 2016 va registrar l'entrada de 7.000 passatgers.
| Serveis regionals de Rodalies de Catalunya |                      |       |                        |                                                    |
| Procedència/Destinació                     | <                    | Línia | >                      | Procedència/Destinació                             |
| La Plana - Picamoixons Lleida Pirineus     | Roda de Berà Salomó¹ |       | Sant Vicenç de Calders | Sant Vicenç de Calders Barcelona-Estació de França |

1. Alguns regionals no efectuen parada a Roda de Berà sent la següent o anterior Salomó.